# O型小惑星
O型小惑星（オーがたしょうわくせい、O-type asteroid）は、ボジュ・ニェムツォヴァーと似たスペクトルを持つ珍しい小惑星の分類であり、L6型やLL6型の通常のコンドライト隕石のスペクトルと最もよく一致する。スペクトルは、0.75μmに深い吸収線を持つ。